# Chopicalqui
Chopicalqui is een 6.354 meter hoge berg in Peru, die deel uitmaakt van de bergketen Cordillera Blanca in de Andes. Het is buurman van de Nevado Huascarán.
Beklimming van deze berg is een mooie hoogalpine uitdaging. De zuidwestgraad (normaalroute) is een uitdagende sneeuw- en ijstocht tussen veel grote spleten door. Vanaf de top heb je goed zicht op beide toppen van de Huascaran.
De klimroute vanuit zuidwest graat (PD+/AD-) is een tocht van 1.550 m vanuit het morainekamphoogte.